# Thomas Bach
Thomas Bach, nemški odvetnik in nekdanji športnik; * 29. december 1953, Würzburg.
Je nemški odvetnik in nekdanji olimpijski tekmovalec, ki je deveti in sedanji predsednik Mednarodnega olimpijskega komiteja . Je tudi nekdanji član izvršnega odbora nemške olimpijske športne konfederacije.

## Zgodnje življenje in izobraževanje
Thomas Bach se je rodil leta 1953 v Würzburgu v Zahodni Nemčiji. Odraščal je v Tauberbischofsheimu, kjer je do leta 1977 živel s starši. Leta 1983 je na Univerzi v Würzburgu pridobil naziv doktor prava (dr. Iur. Utr.). Tekoče govori francosko, angleško, špansko in nemško.

## Mečevalska kariera
Bach je nekdanji mečevalec, ki je tekmoval za Zahodno Nemčijo. Osvojil je ekipno zlato medaljo na poletnih olimpijskih igrah 1976, pa tudi srebrno, zlato in bronasto ekipno medaljo na svetovnih prvenstvih 1973, 1977 oziroma 1979.
11. novembra 2017 je Bach postal prvi olimpijec, ki je uradno dobil uporabo poimenovalnih črk "OLY". 
Preden je postal predsednik Mednarodnega olimpijskega komiteja (MOK), je bil Bach predsednik Nemške olimpijske športne zveze (DOSB). Zamenjal ga je Alfons Hörmann, ostal pa je član izvršnega odbora DOSB. Poleg tega je odstopil kot vodja arabsko-nemške gospodarske zbornice Ghorfa. Bach še naprej vodi Michael Weinig AG Company, podjetje v industriji industrijskih strojev za obdelavo lesa, ki ima sedež v Bachovem domačem mestu Tauberbischofsheim v Nemčiji.
Bach je vodil kandidaturo Münchna za zimske olimpijske igre 2018. München je naposled pridobil 25 glasov podpore, Pjongčang pa 63.

## Predsednik MOK
Bach je 9. maja 2013 potrdil, da bo kandidiral za predsednika Mednarodnega olimpijskega komiteja.

### Predsedniške volitve MOK 2013
Bach je bil na 125. zasedanju MOK v Buenos Airesu 10. septembra 2013 izvoljen za osemletni mandat. V zadnjem krogu glasovanja je dobil 49 glasov, kar predstavlja potrebno večino. Nasledil je Jacquesa Roggeja, ki je bil predsednik MOK od leta 2001 do 2013. Bach bo leta 2025 na 134. zasedanju MOK lahko kandidiral za drugi štiriletni mandat.
Bach je bil tekmec Sergeju Bubki, Richardu Carriónu, Ng Ser Miangu, Denisu Oswaldu in Wu Ching-Kuu.  Rezultat volitev je bil naslednji:
| Volitve 9. predsednika MOK | Volitve 9. predsednika MOK | Volitve 9. predsednika MOK |
| -------------------------- | -------------------------- | -------------------------- |
| Kandidat                   | 1. krog                    | 2. krog                    |
| Thomas Bach                | 43                         | 49                         |
| Sergej Bubka               | 8                          | 4                          |
| Richard Carrión            | 23                         | 29                         |
| Ng Ser Miang               | 6                          | 6                          |
| Denis Oswald               | 7                          | 5                          |
| Wu Ching-kuo               | 6                          | -                          |

Bach se je 17. septembra 2013 uradno preselil v predsedniški urad MOK na sedežu MOK v Lausanni v Švic.
Mednarodni olimpijski komite je v sredo, 10. marca 2021, Bacha ponovno izvolil na dodatni štiriletni mandat za vodjo organizacije. 67-letni Bach je bil izvoljen z 93 glasovi med 94 veljavnimi glasovi.

### Olimpijski program 2020
Po izvolitvi za predsednika MOK je Bach izjavil, da želi spremeniti postopek olimpijskih ponudb in postaviti trajnostni razvoj kot prednostno nalogo organizacije. Izjavil je, da meni, da trenutni postopek zbiranja ponudb zahteva "preveč in prezgodaj". Te predlagane reforme so postale znane kot olimpijska agenda 2020. Štirideset predlaganih reform je bilo soglasno sprejetih na 127. zasedanju MOK v Monaku.

### Volitve olimpijskih gostiteljev
Prvi postopek zbiranja ponudb, ki mu je predsedoval Thomas Bach, je bil postopek zbiranja ponudb za zimske olimpijske igre leta 2022 . Ponudbe so bile objavljene novembra 2013, za gostitelja pa je bil izbran Peking.
Med postopkom zbiranja ponudb za poletne olimpijske igre 2024 je predsednik Bach predlagal skupno podelitev gostiteljstva poletnih olimpijskih iger 2024 in 2028. Predsednik Bach je vodil volitve, na katerih je bil Pariz izvoljen za poletne olimpijske igre leta 2024, Los Angeles pa za poletne olimpijske igre leta 2028 na 131. zasedanju MOK v Limi v Peruju.
Mesti Milano-Cortina d'Ampezzo sta bili izvoljeni za gostitelja zimskih olimpijskih iger leta 2026 na 134. zasedanju MOK v švicarski Lausanni.

## Odlikovanja

### Državne časti
- Grčija:
  -  Veliki križ reda Feniksa[19]
- Južna Koreja:
  -  Modri zmaj (Cheongnyong) reda za športne zasluge[20]
- Tunizija :
  -  Grand Cordon za zasluge (2016)[21]

### Častni doktorati
- Španija: Universidad Católica de Murcia.[22]
- Japonska: University of Tsukuba.[23]

### Nagrade
- Nagrada za mir v Seulu iz Republike Koreje[24]